# Marie Le Franc

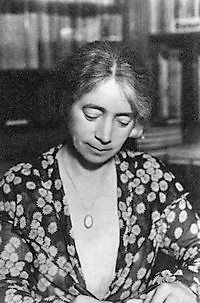
Marie Le Franc

Marie Le Franc (* 4. Oktober 1879 in Banastère-en-Sarzeau, Frankreich; † 29. Dezember 1964 in Saint-Germain-en-Laye) war eine französische Schriftstellerin, Dichterin und Essayistin, die in Kanada und in der Bretagne lebte und arbeitete. Sie verfasste und veröffentlichte rund zwanzig Romane und wurde unter anderem 1927 für ihr Werk Grand-Louis, l’innocent (auf Deutsch als Eva und der Einfältige) mit dem Prix Femina ausgezeichnet.

## Leben
Marie Le Frank 1879 wurde in Banastère, einem Dorf auf der Rhuys-Halbinsel im bretonischen Morbihan, geboren; ihre Eltern waren Marie-Perrine Le Franc (geb. Bothua) und Louis-Mathurin Le Franc, ein Zollbeamter. Ihre Kindheit war vom Leben am Meer geprägt; so schrieb sie etwa in ihren Erinnerungen, dass sie eine Weile bei ihren Großeltern gelebt hatte, wobei ihr Großvater, ein Fährmann, sie manchmal auf seinen Touren mitnahm und ihre Großmutter sie Lesen lehrte.
Nach ihrer Grundschulzeit in Sarzeau wurde sie in die Ecole Normale d'Institutrices in Vannes aufgenommen, die sie 1895 mit einem Lehrerinnenexamen verließ. Sie unterrichtete acht Jahre lang in verschiedenen Schulen im Departement Morbihan und veröffentlichte erste Gedichte in lokalen Zeitungen, bevor sie sich endgültig umorientierte.
Um 1900 führte sie einen Briefwechsel mit dem von ihr bewunderten Afrikaforscher Jean-Baptiste Marchand, welcher in einer romantischen Affäre mündete. 1906 entschied sie sich, nach Kanada auszuwandern und dort zu arbeiten; ein Briefwechsel (und Heiratsantrag) eines kanadischen Journalisten war dem vorausgegangen. Die Ankunft war „desaströs“, der Mann setzte sich ab und sie strandete mittellos und auf sich allein gestellt in Montreal. Sie blieb jedoch und schlug sich mit Privatstunden durch, bevor sie feste Stellen als Französischlehrerin an zwei Schulen übernahm.
1929 kehrte sie nach Frankreich zurück und arbeitete unter anderem als Journalistin für den Mercure de France, es zog sie aber immer wieder nach Kanada:

« le coeur de la femme sera éternellement déchiré
entre deux amours, « deux patries, deux exils », entre la mer et la
forêt, entre le sable et la neige, entre Sarzeau et Montréal »

„Das Herz der Frau wird für immer zwischen zwei Lieben, „zwei Heimaten, zwei Exilen“, zwischen dem Meer und dem Wald, zwischen Sand und Schnee, zwischen Sarzeau und Montreal hin- und hergerissen sein.“

So begleitete Le Franc 1933 einen Treck von Frauen und Kindern nach Abitibi-Témiscamingue, wo kurz zuvor eine neue Siedlung entstanden war, die von der Wirtschaftskrise Betroffenen eine Chance auf eigenes Land bieten sollte. Aus dieser Reise entstand 1934 der Roman La rivière Solitaire. Im Jahr 1935 wurde sie zum Ritter der Ehrenlegion geschlagen, unter anderem für ihr literarisches Werk.
Einen 1938 begonnenen Kanada-Aufenthalt musste sie abbrechen, weil sie zu ihrer sterbenden Mutter nach Frankreich gerufen wurde. Mit dem Ausbruch des Zweiten Weltkriegs war dann der Weg zurück nach Kanada versperrt. Sie blieb in Morbihan und engagierte sich in der Flüchtlingshilfe – nahm eine Familie bei sich auf, stand einem Komitee für Flüchtlingshilfe vor und war Anlaufstelle für das Rote Kreuz und weitere Organisationen. Nach der Befreiung organisierte sie im Sommer 1945 in Sarzeau eine Ferienkolonie für jüdische Kinder, die sie im September selbst nach Paris zurückbegleitete.
Noch während des Kriegs hatte sie an der Kurzgeschichtenreihe Dans la tourmente sowie an dem Roman Pêcheurs du Morbihan gearbeitet, eine Liebeserklärung an den Golf von Morbihan und seine Inseln und die dort lebenden und arbeitenden Menschen – gleichzeitig eine Chronik der Lebensbedingungen im Morbihan in der Kriegs- und Nachkriegszeit.
Als sie 1947 erneut Kanada bereisen konnte, halfen ihr ihre dortigen Freunde mit einem monatlichen Zuschuss, ihren Lebensunterhalt in Frankreich zu bestreiten. Seit 1950 verbrachte sie mit altersbedingten gesundheitlichen Einschränkungen die Winter im Haus der Ehrenlegion in Saint-Germain-en-Laye. Noch zwei Mal reiste sie nach Kanada (1952 und 1957); dazwischen lebte sie „an der Armutsgrenze“ unter einfachen Bedingungen in Sarzeau. In diesen Jahren entstanden noch zwei Romane. 1953 wurde sie mit dem Offiziersrang der französischen Ehrenlegion ausgezeichnet.

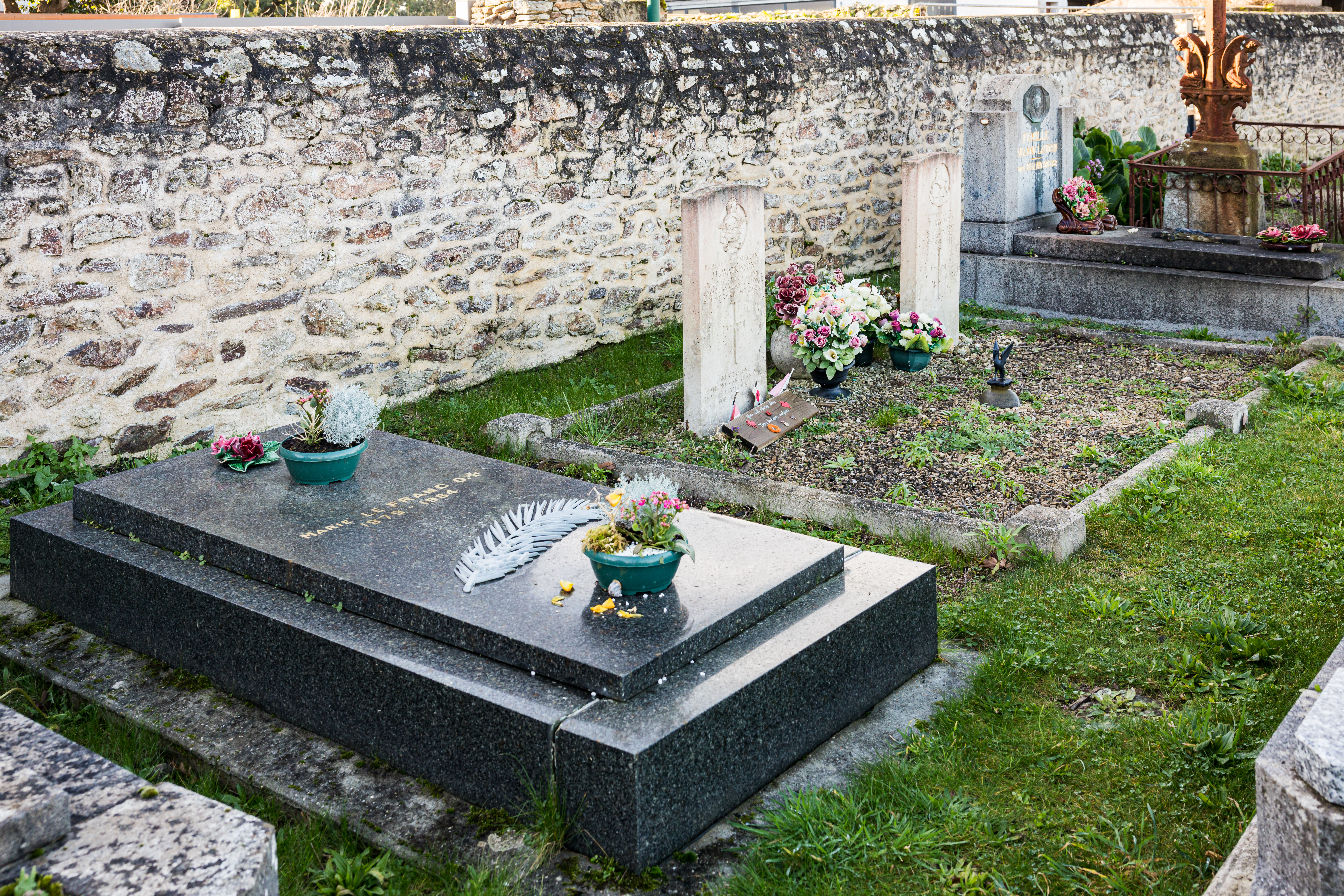
Grabstätte auf dem Friedhof von Sarzeau, dahinter die beiden Gräber der kanadischen Flieger.

Nach 1959 lebte sie dauerhaft in der Wohnstätte für Mitglieder der Ehrenlegion in Saint-Germain. Nach einem Sturz, der zu einem Oberschenkelhalsbruch führte, starb sie am 29. Dezember 1964 und wurde Anfang Januar 1965 in Sarzeau beigesetzt –  auf eigenen Wunsch neben den Gräbern zweier kanadischer Flieger, die 1942 auf der Halbinsel abgeschossen worden waren.

## Auszeichnungen
- 1924: Officier d'Académie
- 1926: Prix Femina für Grand Louis l'innocent
- 1932: Prix Montyon der Académie française für Au pays canadien-français
- 1935: Ritter der Ehrenlegion
- 1952: Aufnahme in die Société des gens de lettres
- 1053: Offizier der Ehrenlegion

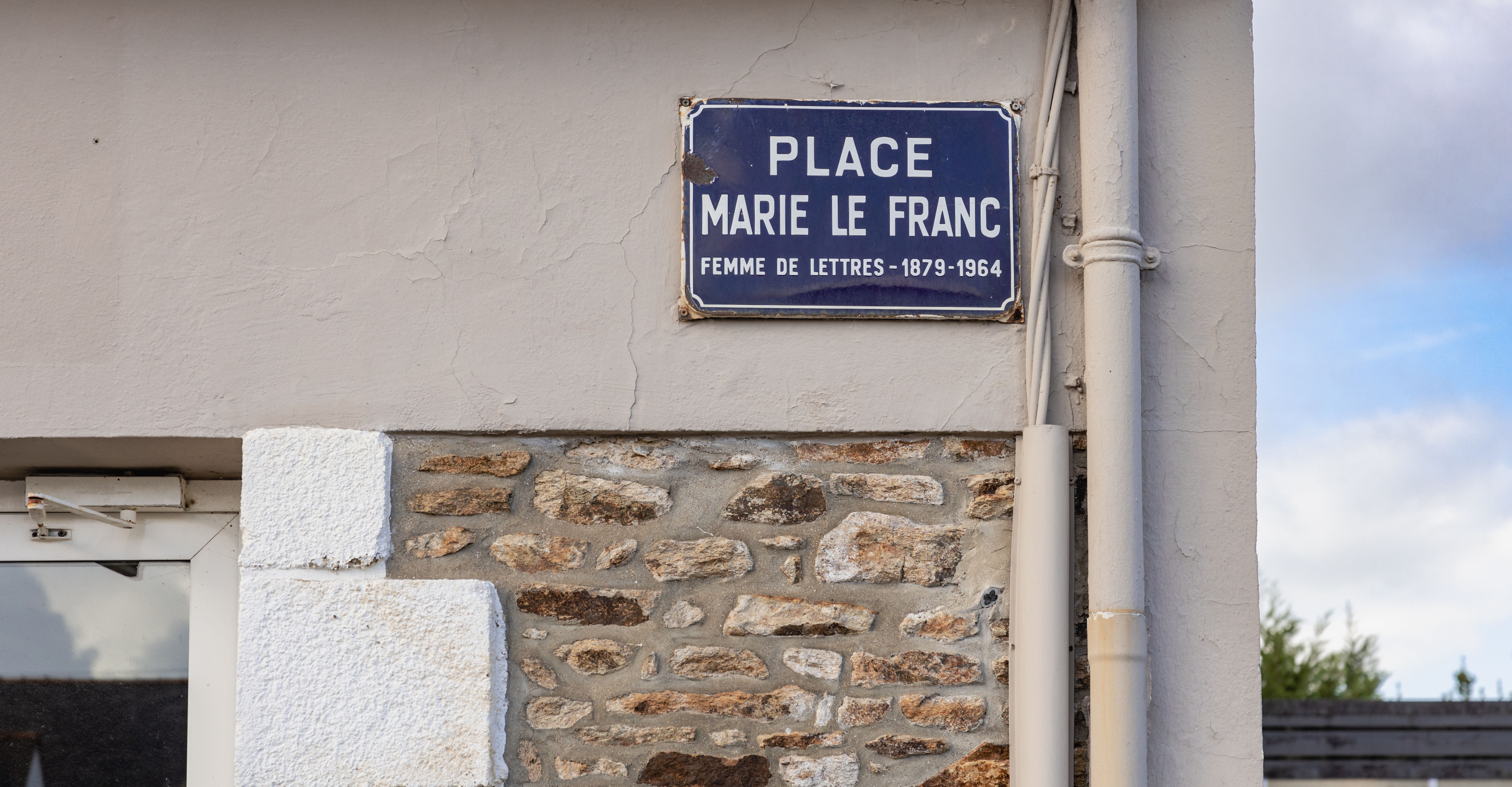
Place Marie Le Franc in Sarzeau

Der Lac Marie-Le Franc in der kanadischen Region Laurentides in Kanada ist nach der Schriftstellerin benannt, darüber hinaus unter anderem die Mediathek in ihrer Heimatgemeinde Banastère, ein Platz in Sarzeau (seit 1966) sowie mehrere Straßen in der Bretagne und in Kanada.

## Werke (Auswahl)
Die Arbeiten Marie Le Francs können im Wesentlichen in zwei Werkgruppen eingeteilt werden, einmal der „kanadische Zyklus“ und einmal der „bretonische Zyklus“.
- Les Voix du cœur et de l’âme, recueil de poésie, 1920
- Les Voix de misère et d’allégresse, recueil de poésie, 1923
- Grand-Louis l'innocent, 1927
  - Deutsche Ausgabe: Eva und der Einfältige, Übersetzung: Maria Amann, 1928
- Le Poste sur la dûne, 1928
- Helier fils des bois, 1930
- Au pays canadien français, 16 nouvelles, 1930
- Grand-Louis le Revenant, 1930
- Dans l'île. Roman d'Ouessant, 1932
- La Rivière solitaire, 1934
- 1934 : Visages de Montréal, 7 nouvelles
- La Randonnée passionnée, 1936
- Pêcheurs de Gaspésie, 1938
- Dans la Tourmente, 10 nouvelles, 1944
- Pêcheurs du morbihan, 1946
- O Canada, Terre de nos aïeux !, 11 nouvelles, 1947
- Le Fils de la forêt, 1952
- Enfance marine, 1959